# Alcúdia (Majorque)
Pour les articles homonymes, voir Alcúdia.
Alcúdia, en catalan et officiellement (Alcudia en castillan), est une commune d'Espagne de l'île de Majorque dans la communauté autonome des Îles Baléares. Elle est située dans la comarque du Raiguer. Alcúdia est un centre touristique important de l’île.
Son nom vient de l’arabe Al-Kudia, qui signifie "la colline".

## Géographie

Localisation de l'île Majorque dans les Îles Baléares.
Localisation d'Alcúdia dans l'île de Majorque.
Localisation de la comarque du Raiguer dans l'île de Majorque.

La commune est enclavée dans une péninsule au nord-est de l'île de Majorque, séparant les baies d'Alcúdia et Pollença. Elle possède un territoire varié, avec des zones maraîchères, des zones de culture sèche, des zones humides et de la montagne, sans oublier les 30 km de côtes, faites de plages, de falaises escarpées et de criques discrètes.

### Lieux habités
- Alcúdia (5 583 habitants)
- Platja d'Alcúdia (4 423 habitants)
- Port d'Alcúdia (4 185 habitants)
- Mal Pas-Bonaire (523 habitants)
- Marina-Manresa (487 habitants)
- Son Fe (319 habitants)
- Total + 17 500 habitants (2006)

## Histoire

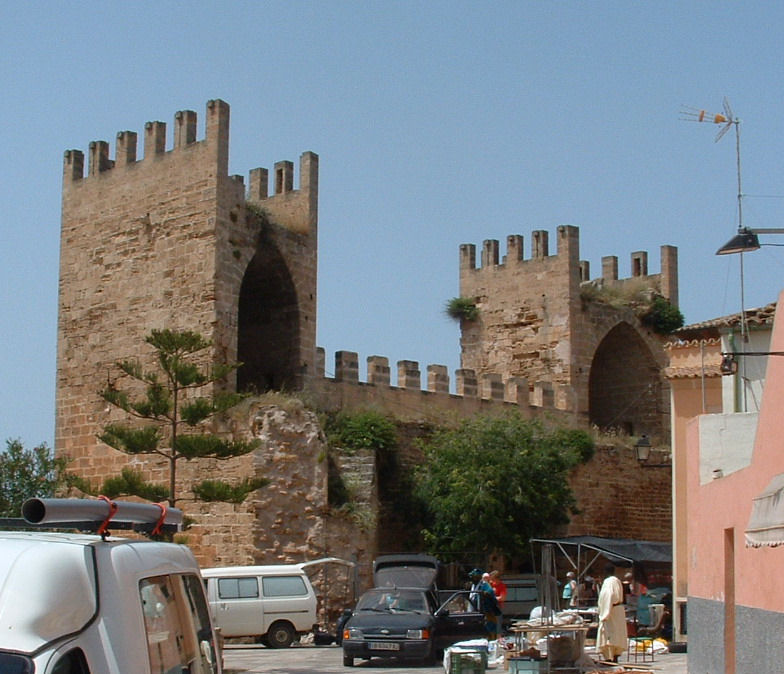
Porte d'Alcúdia

### Antiquité
En l'an 123 av. J.-C., le Sénat de Rome organisa une expédition dirigée par Quintus Cecilius Metelus, qui plus tard sera appelé "le Baléare" (Balearicus), afin de conquérir les Îles Baléares et de mettre fin aux actes de piraterie qui se déroulaient contre les côtes insulaires fréquentées par le commerce maritime romain.
La trace de l'empreinte romaine se manifeste avec les ruines de l'antique cité de Pollèntia, élevée au rang de "Ville de l'Empire" ; s'y retrouve la richesse de l'urbanisme d'une ville romaine de ce rang.

### Conquêtes musulmanes
En 903, les musulmans s'installent dans l'île jusqu'à l'arrivée en 1229 de Jacques Ier le Conquérant.
Isam Al-Jawlani fut nommé premier gouverneur et réorganisa l'île. La capitale était Medina Mayurqa. Le nom d'Al-Qudya, associé au district de Bullânsa dont le nom dérive de l'ancien nom latin de Pollentia, apparaîtrait pour la première fois à cette époque.
Bénéficiant des nouvelles techniques d'irrigation avec l'usage des norias, l'agriculture se développe, maintenant les cultures introduites par les romains et s'adaptant aux nouvelles cultures comme celles du coton et du riz.
Medina Mayurqa devint un centre qui attirait les commerçants de tout le bassin méditerranéen. Elle fut un foyer culturel où les artistes[réf. nécessaire], les poètes[réf. nécessaire], les philosophes[réf. nécessaire] et les mathématiciens[réf. nécessaire] déployèrent leurs activités.

### Reconquista
Avec la conquête de l'île par les troupes de Jacques Ier, dit "le Conquérant", commence une nouvelle étape pendant laquelle ont été établies les bases politico-sociales, la langue, les lois, les institutions et les coutumes qui ont marqué l'île jusqu'à notre époque.
Le 5 septembre 1229, les navires de Jacques Ier quittèrent les ports de Cambrils et Tarragone en direction de Majorque, où ils débarquèrent le 10 septembre. Le 31 décembre 1229, les catalans entraient dans la capitale Medina Mayurqa, la Palma des Romains.
Le pouvoir royal procéda alors à une répartition des terres conquises. Le Llibre del Repartiment (1232) consigne ce partage des terres entre le Roi et ses vassaux. La base de cette répartition fut l'antique division en districts établie aux temps des musulmans. L'actuel territoire municipal d'Alcúdia fit partie de la portion royale.
En 1248, avec la Bulle d'Innocent IV, apparaît pour la première fois la paroisse de Sant Jaume de Guinyent, qui sera connue plus tard sous le nom d'Alcúdia. C'est en 1282 que le nom d'Alcúdia est cité pour la première fois dans un acte notarié.
Sous le règne de Jacques II, Alcúdia obtient le titre de ville et commence le processus de construction des murailles pour protéger non seulement la ville d'Alcúdia mais aussi l'accès de l'île par le nord-est.
Au début du XVIe siècle éclata la révolte des Germanías (1521). La ville d'Alcúdia opta pour le parti du Roi qui sortit vainqueur. Le roi accorda à la ville le titre de "Cité" ainsi que d'autres privilèges.

## Économie
À l'été 1950, ce qui n'est encore que l'association Club Méditerranée ouvre son tout premier village fait de toiles de tentes de marque Trigano, à l'initiative de Gérard Blitz.

## Sites et monuments

### Monuments

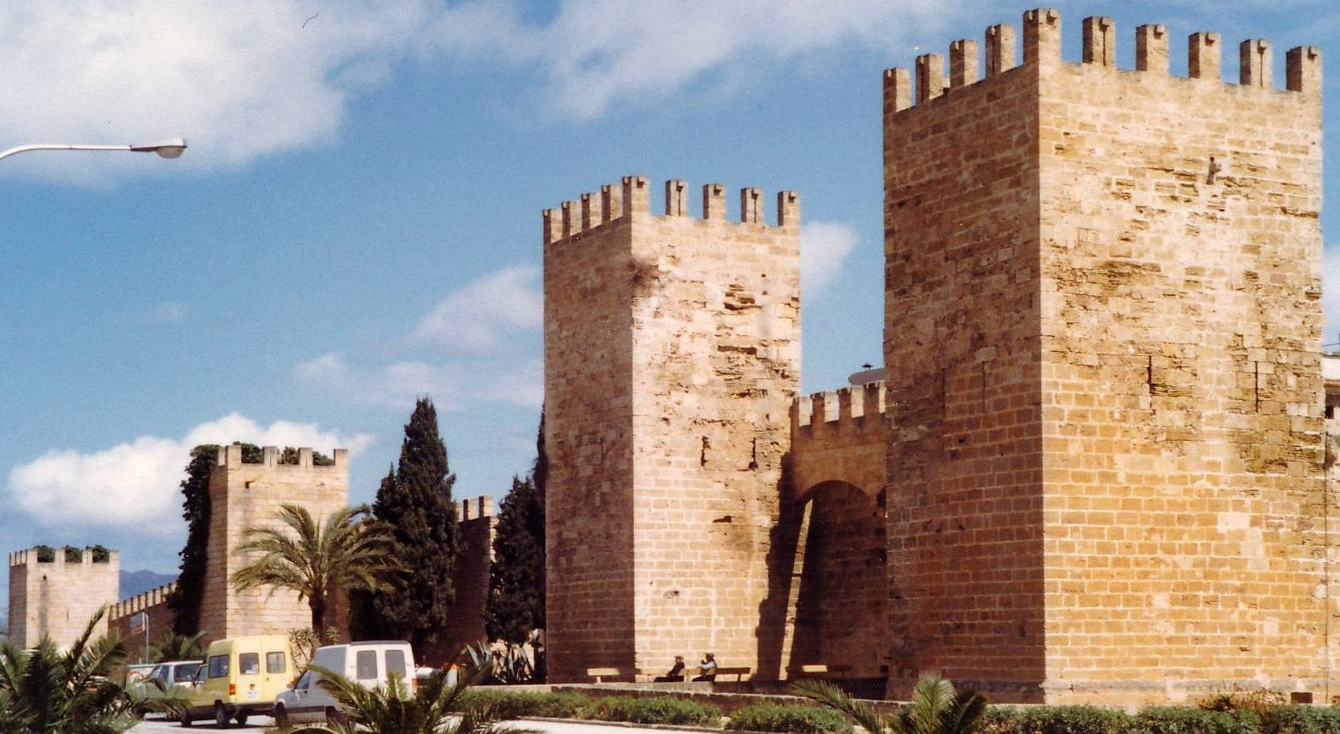
Vue des murailles

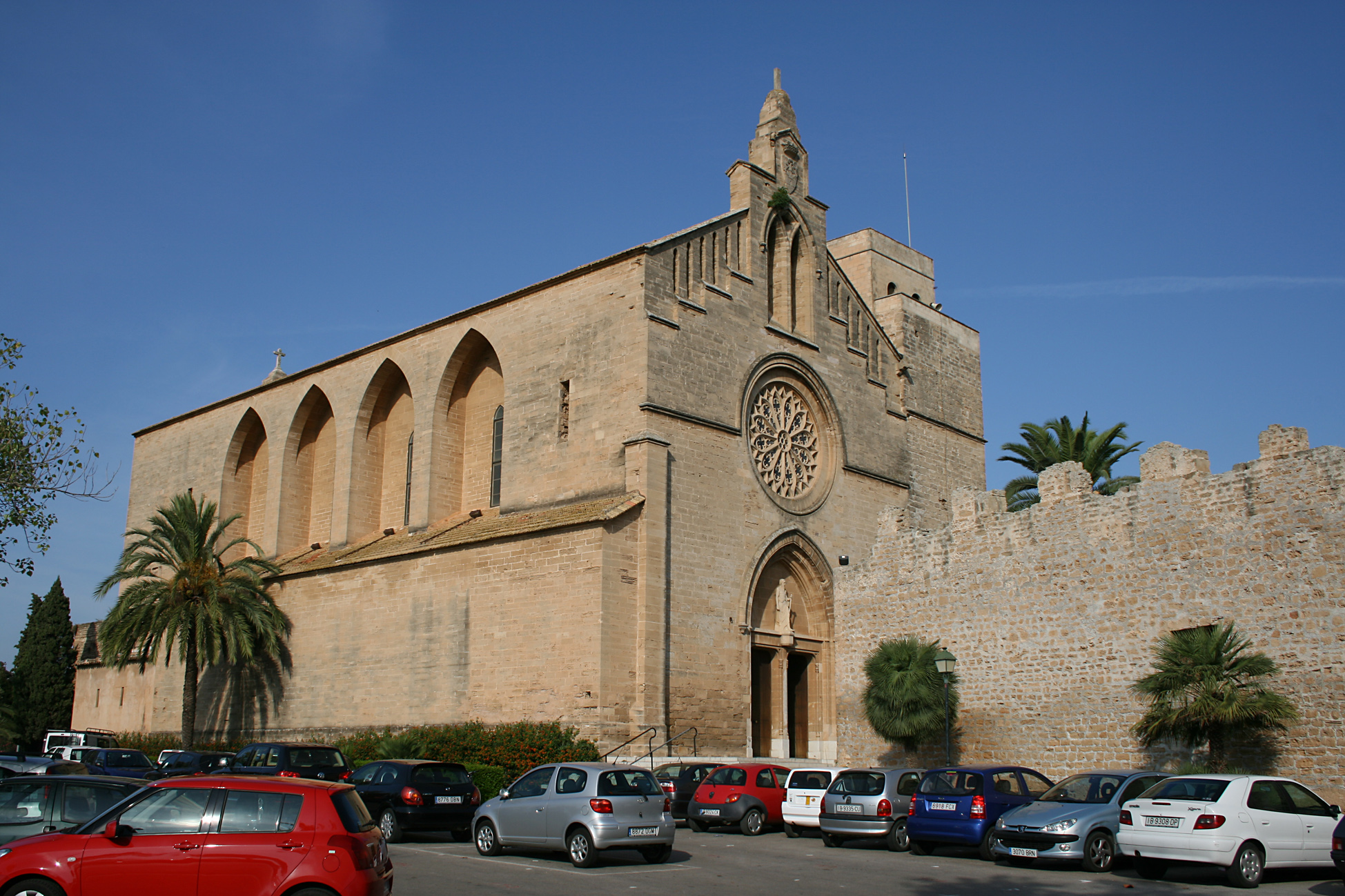
Église Sant Jaume

La vieille ville est entourée de murailles datant du XIVe siècle. Les murailles d'Alcúdia dessinent un rectangle renforcé de 26 tours. Elles datent de l'époque de Jacques Ier. Au XVIe siècle ont été construits trois bastions : Xara, Vila Roja et Església. Ces fortifications ont été classées en 1974 comme Ensemble Historico-Artistique. Il est possible de faire le tour de presque toute la vieille ville en marchant par la muraille. Les vestiges d’une ville romaine s'observent en dehors des murailles, en face de l’église de Sant Jaume. Une aréna de taureaux datant du XIXe siècle se trouve au nord de la ville.
La vieille ville possède également un marché prenant place tous les dimanches et mardis. Plusieurs restaurants et bistros sont reconnus pour leur bonne cuisine maison. La plupart des restaurants autour de la marina sont ouverts uniquement durant la saison touristique.
Autres monuments :
- La Portella qui était une zone résidentielle de Pollentia.
- Théâtre romain de Pollentia, dont subsistent les gradins, l'orchestre et la scène.
- Le Forum de Pollentia, où on peut voir les restes d'un Temple Capitolin dédié à Jupiter, Junon et Minerve, ainsi que ceux de deux temples plus petits.
- Museo Monográfico de Pollentia, qui abrite dans un ancien hôpital du XIVe siècle les pièces archéologiques trouvées lors de fouilles.
- Église de Sant Jaume, XIVe siècle, fondée en 1298.
- Fondation Yannick et Ben Jakober, créée en 1993. Elle contient une collection de portraits de plus de 130 enfants, allant du XVIe au XIXe siècle. S'y trouvent aussi des œuvres de Domenico Gnoli, et d'autres pièces d'art contemporain.
- L'Auditorium, qui accueille des représentations théâtrales, des concerts, des conférences, ou des congrès.

### Sites

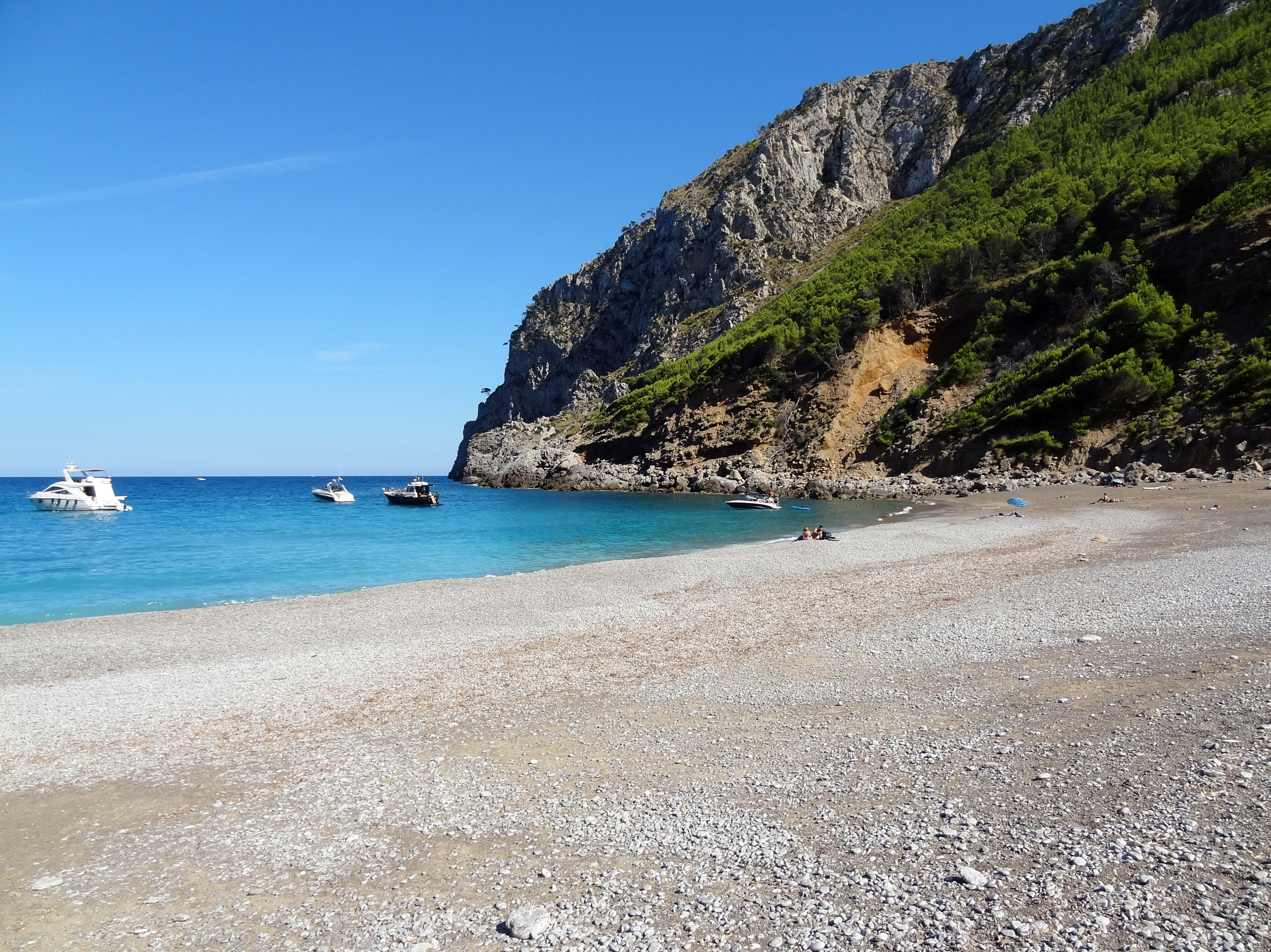
La plage del Cuello Bajo, ou platja d'es Coll Baix, à Alcudia.

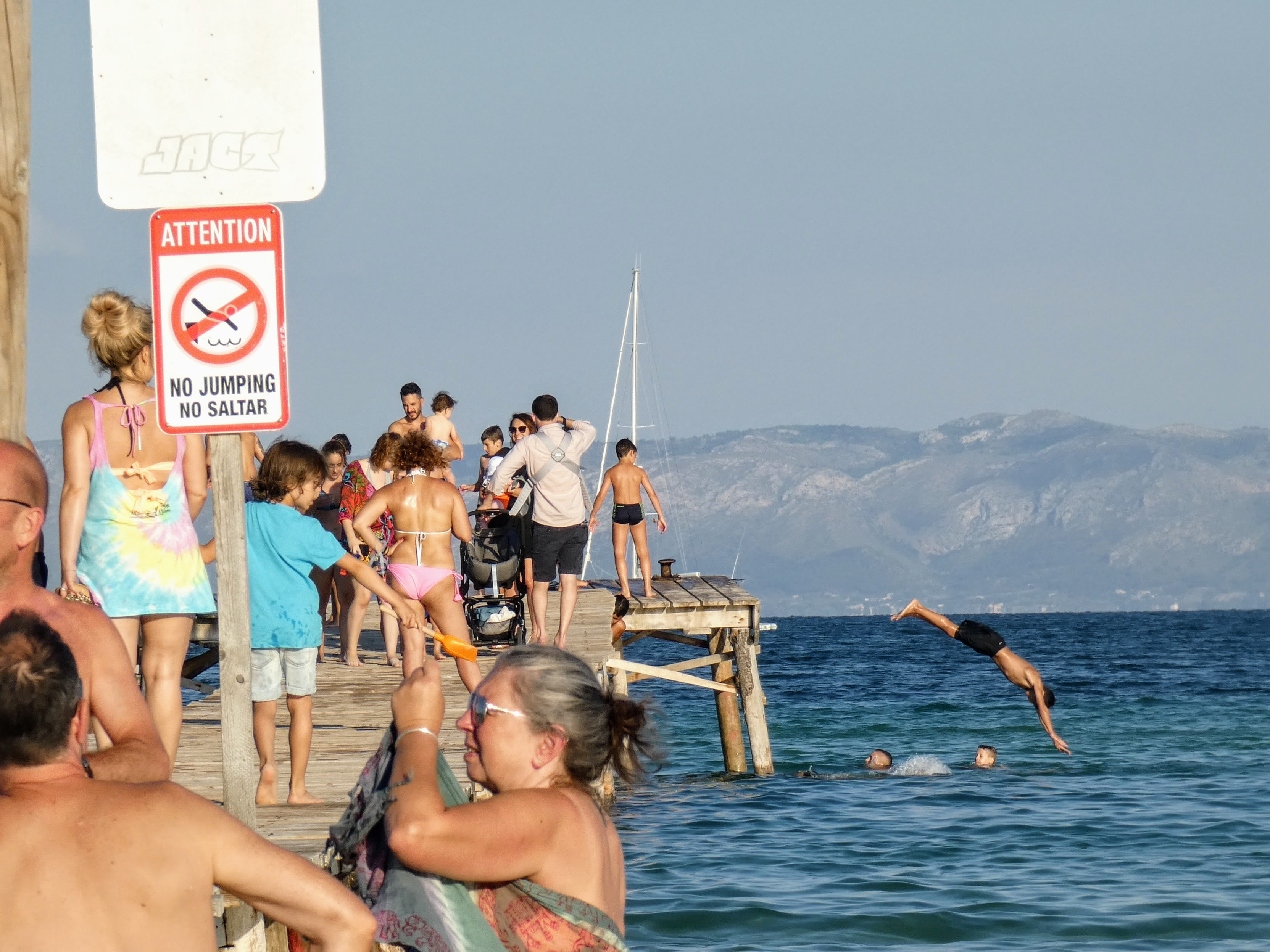
Baignade à Alcúdia malgré les interdictions. Juillet 2020.

- Les plages et calanques (cala ou caleta) :
  - Platja Gran
  - ala Poncet
  - Alcanada
  - Es Faralló
  - Coll Baix
  - Sa Caleta des Capità
  - Sa Platgeta
  - Sa Caleta
  - S'Illot
  - Sant Pere
  - Sant Joan
  - Es Morer Vermell
  - Es Barcarés
  - Can Cap de Bou
- Le Parc naturel de la Albufera de Majorque

## Festivités
Alcúdia célèbre le festival de Sant-Jaume chaque été, qui dure pendant les neuf premiers jours de juillet. Avant le début des festivités, chaque rue choisit un thème pour les décorations. Durant le festival, plusieurs soirées festives sont organisées dans la vieille ville telles que la Nuit des Romains où les rues sont remplies de locaux habillés de robes romaines traditionnelles. Il y a aussi des pièces de théâtre extérieures, des tournois sportifs, des expositions et des combats[pas clair] de taureaux traditionnels[réf. nécessaire]. La fête se termine par la Noche de Sant Jaume, un spectacle de feux d’artifice accompagné d’un concert philharmonique.
Tous les trois ans a lieu la Triennal de Sant Crist, une procession religieuse où toute la population marche lentement pieds nus en silence à travers la ville pendant plusieurs heures. Cette tradition remonte à 1507, lorsque l’image du Sant Crist aurait suée du sang et de l’eau, ce qui aurait mis fin à la sécheresse. Une célébration a lieu en 2016.

## Sport
- Sports nautiques
- Ironman 70.3 Mallorca (distance half : 1,9 km de natation, 90,1 km de cyclisme et 21,1 km de course à pied soit la distance d'un demi marathon) en mai et Ironman Mallorca (distance full : 3,8 km de natation, 180,2 km de vélo et un marathon soit 41,195 km arrondis à 42,2 km) depuis le 27 septembre 2014 : les deux épreuves, labelisées WTC, sont qualificatives pour leurs championnats du monde respectifs, Hawaï (Kona) pour le full.

La partie natation, dans le port d'Alcúdia, consiste en une (half) ou deux (full : sortie australienne) boucles dans les eaux méditerranéennes puis le parcours en vélo emmène les athlètes dans les montagnes majorquines au nord de l'île avant de se terminer par un parcours pédestre longeant la longue plage et le port par deux (half) ou quatre (full) boucles courues devant les spectateurs. L'arrivée se tient sur la plage du départ.

### Sources
- (es) Varaciones de los municipios de España desde 1842, Ministerio de administraciones públicas, octobre 2008, 364 p. (lire en ligne) [PDF]

### Offices de tourisme
- OIT Alcúdia - Village : C/Major 17- 07400 Alcúdia (ouvert toute l'année)
- OIT Port Alcúdia : Passeig Maritim, s/n- 07400 Port Alcúdia (ouvert d'avril à octobre)
- OIT Ciutat Blanca : Crta Artá 68- 07400 Port Alcúdia (ouvert d'avril à octobre)